# Monasterio de San Atanasio

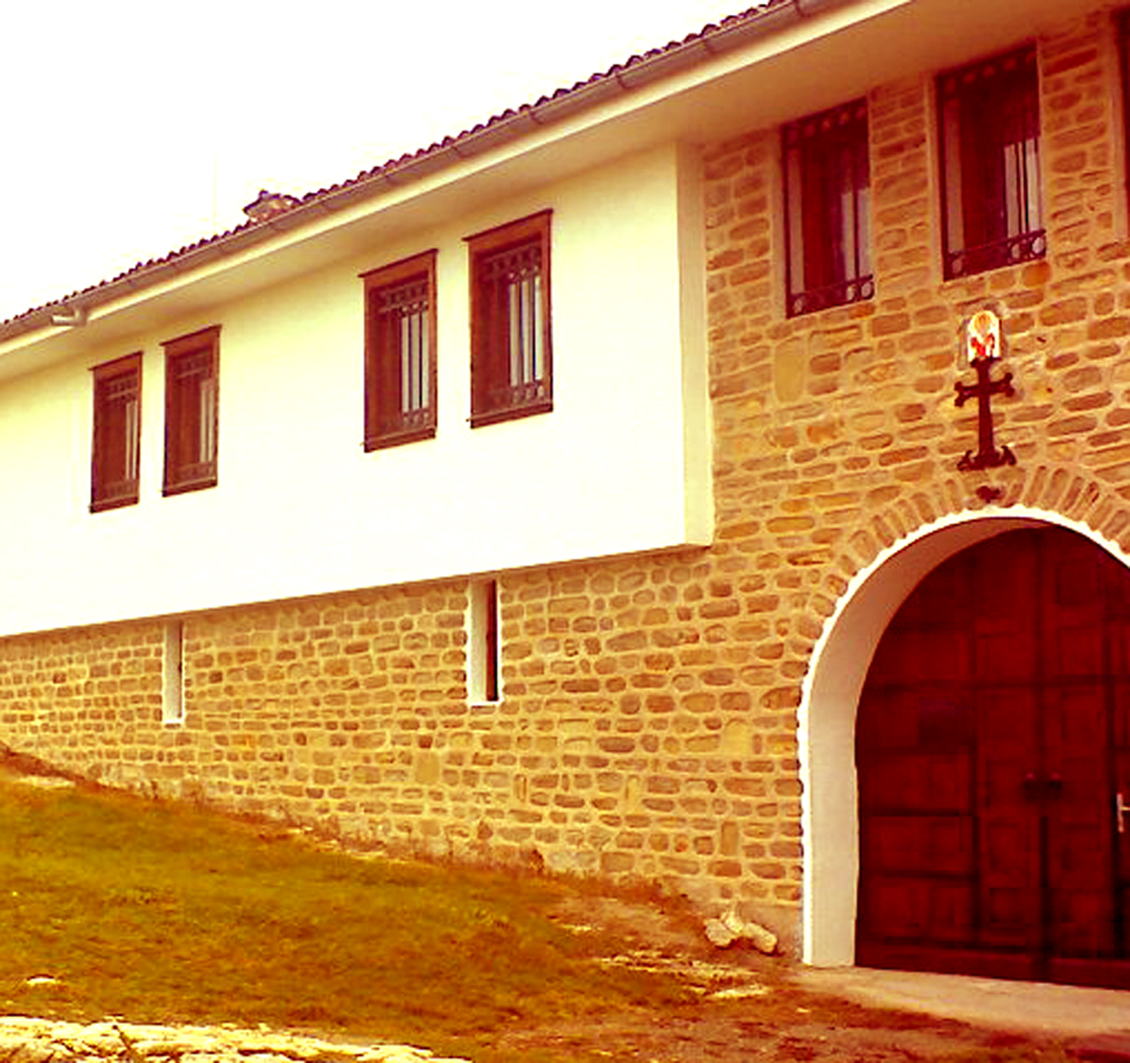
Monasterio de San Atanasio

El Monasterio de San Atanasio (en búlgaro: манастир "Свети Атанасий") es un  monasterio ortodoxo búlgaro situado cerca del pueblo de Zlatna Livada en el municipio de Chirpan, provincia de Stara Zagora. La fiesta patronal de la iglesia es el 2 de mayo, cuando se reúnen varios miles de personas.
Según investigaciones arqueológicas e históricas búlgaras de 2004, es el monasterio activo más antiguo de Europa. El 18 de enero de 2004 se llevó a cabo una expedición dirigida por el médico y académico Rosen Milev, afirmando que el monasterio fue fundado por Atanasio de Alejandría en el año 344 cuando regresaba del Concilio de Sárdica en la actual Sofía. En el camino de vuelta se detuvo y durmió en una fortaleza romana, cuyos restos se encuentran cerca del monasterio actual, decidiendo fundar un monasterio debido a la fuerte influencia del arrianos (véase Ulfilas), a los que consideraba heréticos, sobre los godos que vivían en la región de Beroe[cita requerida] (moderna Stara Zagora). Tras su muerte en 373, el monasterio recibió su nombre. Así lo consideran probado el pasionario de San Atanasio y los anales de la Patriarcado de Alejandría, así como investigaciones posteriores en el Archivo Secreto Vaticano.[cita requerida]
La existencia del monasterio durante la Edad Media está evidenciada por material arqueológico. También fue visitado por el revolucionario búlgaro Vasil Levski durante sus viajes por el país a finales del siglo XIX. Los edificios actuales del Monasterio de San Atanasio se construyeron en la década de 1980 tras una idea de Lyudmila Zhivkova. El  Patriarca de Alejandría, Pedro VII, visitó el monasterio en 2003.